# Pseudoberyx

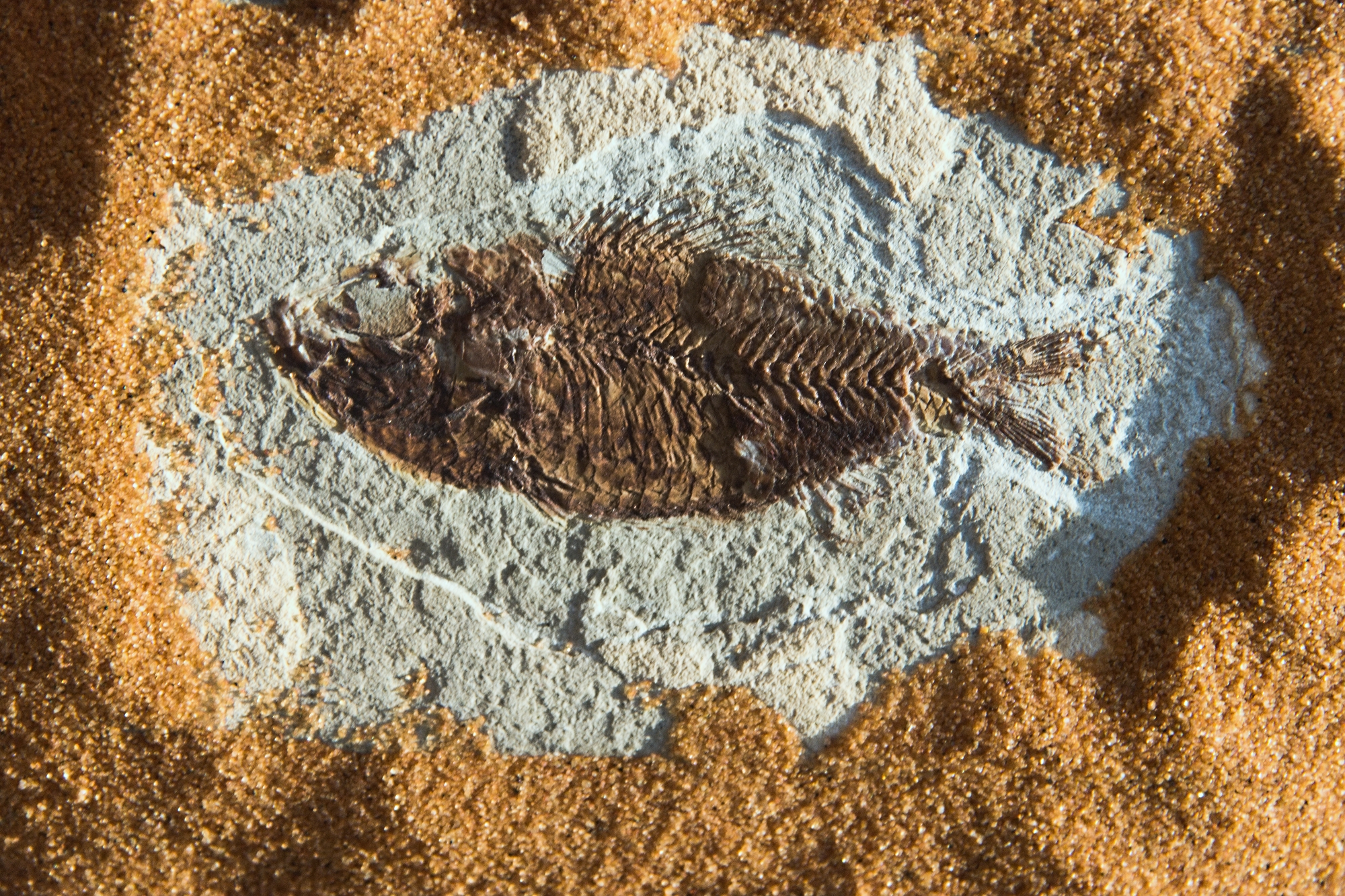
Pseudoberyx – fosilie z Libanonu

Pseudoberyx je rodem dnes již vyhynulých kostnatých ryb z řádu Beryciformes. Ty se vyskytovaly v období Cenomanu ve svrchní křídě. Celková evoluční stavba těla je podobná stavbě sleďům.
Rod roku 1866 popsali švýcarští paleontologové François-Jules Pictet de la Rive a Aloïs Humbert. Jsou známy tři druhy rodu Pseudoberyx bottae (popsán 1866), Pseudoberyx syriacus (popsán 1866) a Pseudoberyx grandis (popsán 1887). Název rodu Pseudoberyx je odvozen od vzhledové podobnosti se současnými rybami - pilonoši (Beryx). Jedno z nalezišť, kde byly fosilie tohoto rodu opakovaně nalézány se nachází nedaleko libanonského města Byblos.